# لورا برکنریج
لورا برکنریج (انگلیسی: Laura Breckenridge؛ زادهٔ ۲۲ اوت ۱۹۸۳) یک هنرپیشه اهل ایالات متحده آمریکا است. وی از سال ۱۹۹۸ میلادی تاکنون مشغول فعالیت بوده‌است.